# الدوري الإستوني الدرجة الثانية 1995–96
الدوري الإستوني الدرجة الثانية 1995–96 (بالإستونية: Esiliiga 1995/96)‏ هو الموسم 5 من الدوري الإستوني الدرجة الثانية ‏. أشرف على تنظيمه اتحاد إستونيا لكرة القدم، وكان عدد الأندية المشاركة فيه 8، وفاز فيه FC Norma Tallinn ‏.